# Schloss Beringen
Das Schloss Beringen steht im Ortszentrum von Beringen im Schweizer Kanton Schaffhausen. Infolge mehrerer Umbauten ist das Schloss heute als solches kaum mehr erkennbar.

## Geschichte
Um 1000 erbauten die Grafen von Tengen, seinerzeit Besitzer des Dorfes Beringen, für ihren Vogt einen 25 Meter hohen Turm mit Wassergraben. Im Laufe der Zeit ging der Turm in den Besitz der Vögte über, die Edlen Hünen von Beringen, und wurde deren Stammburg. Wahrscheinlich verliessen die Hünen von Beringen ihre Stammburg im Laufe des 12. Jahrhunderts, als klar wurde, dass die politische Zukunft der Stadt Schaffhausen gehörte. Sie wurden Stadtbürger, gehörten der Oberschicht an und stellten mehrmals den Schultheiss. Die wohlhabende Familie starb 1413 mit Johann I. Hün von Beringen aus und seine beiden Töchter heirateten in die Familie Im Thurn ein.
1394 verlieh ein Peter Löw den Turm an einen Bauern, das Schloss wurde nicht mehr als Feudalsitz genutzt. Um 1450 wurde es nach einem Brand zurückgebaut und der Palas wurde erstellt. 1624 wurde die Zehntenscheune gebaut, 1800 wurde ein Gewölbekeller mit Sodbrunnen sowie eine Trotte erbaut. Der Gebäudekomplex wäre im 20. Jahrhundert fast verfallen und abgerissen worden, doch 1984 kaufte die private «Stiftung Schloss» die Liegenschaft. 1989 wurde darin das Ortsmuseum eröffnet.